# Rogier van Gogh
Rogier van Gogh (Goes, 3 mei 2005) is een Nederlands voetballer die als verdediger voor HSV Hoek speelt.

## Carrière
Rogier van Gogh speelde in de jeugd van VV Kloetinge, SC Feyenoord, JVOZ en FC Dordrecht. Hij debuteerde in het betaald voetbal voor FC Dordrecht op 20 oktober 2023, in de met 4-0 gewonnen thuiswedstrijd tegen Jong Ajax. Hij kwam in de 85e minuut in het veld voor Bartłomiej Smolarczyk. Ook viel hij in tijdens de met 0-2 gewonnen uitwedstrijd tegen Telstar op 15 december 2023. Na deze twee wedstrijden kwam hij niet meer in actie voor het eerste elftal van Dordrecht en speelde hij zijn wedstrijden bij het onder-21-elftal, waar hij ook aanvoerder was. In 2025 maakte hij de overstap naar HSV Hoek, dat naar de Tweede divisie gepromoveerd was.

### Statistieken
| Seizoen                   | Club           | Land           | Competitie     | Competitie | Competitie | Beker | Beker | Totaal | Totaal |
| Seizoen                   | Club           | Land           | Competitie     | Wed.       | Dlp.       | Wed.  | Dlp.  | Wed.   | Dlp.   |
| ------------------------- | -------------- | -------------- | -------------- | ---------- | ---------- | ----- | ----- | ------ | ------ |
| 2023/24                   | FC Dordrecht   | Nederland      | Eerste divisie | 2          | 0          | 0     | 0     | 2      | 0      |
| 2024/25                   | FC Dordrecht   | Nederland      | Eerste divisie | 0          | 0          | 0     | 0     | 0      | 0      |
| 2025/26                   | HSV Hoek       | Nederland      | Tweede divisie | 0          | 0          | 0     | 0     | 0      | 0      |
| Carrièretotaal            | Carrièretotaal | Carrièretotaal | Carrièretotaal | 2          | 0          | 0     | 0     | 2      | 0      |
| Bijgewerkt op 6 juni 2025 |                |                |                |            |            |       |       |        |        |